# Rogaška Slatina
Rogaška Slatina (em alemão:  Rohitsch-Sauerbrunn) é um município da Eslovênia. A sede do município fica na localidade de mesmo nome.